# Solidaritatea
Solidaritatea (în poloneză Solidarność, pronunțieⓘ; nume integral: Sindicatul Independent Autocefal „Solidaritatea” — Niezależny Samorządny Związek Zawodowy „Solidarność”) este o federație sindicală fondată în septembrie 1980 la Gdańsk în Polonia și condusă inițial de Lech Wałęsa. În anii 1980 a constituit o importantă mișcare anticomunistă, adunând de la persoane asociate cu Biserica Catolică până la membri ai stângii anticomuniste. Solidaritatea sugera nonviolența în activitatea membrilor săi.
Apariția Solidarității a reprezentat un eveniment fără precedent nu doar pentru Republica Populară Polonia, un stat marionetă al URSS, condus pe un sistem unipartit, ci pentru întregul bloc estic.
Influența crescândă a Solidarității a condus la intensificarea și răspândirea idealurilor anticomuniste în întreaga Europă Centrală și de Est, slăbind regimurile comuniste. În Polonia, Solidaritatea a fost principala cauză a prăbușirii comunismului. Criza economică tot mai adâncă de la sfârșitul anilor 1980 a determinat izbucnirea unor greve masive, iar guvernul, amenințat de faliment economic, a fost nevoit să încheie un acord cu sindicatele libere, prin care s-a decis organizarea primelor alegeri libere. Curând, Republica Populară Polonia a fost înlocuită de o republică democrată.
Aceste alegeri, în care au învins cu precădere candidați anticomuniști, au cauzat o serie de revoluții pașnice anticomuniste în Europa Centrală și de Est. Modelul Solidarității a fost preluat, pe diverse căi, de opoziția din întreaga Europă comunistă, fapt care a determinat căderea blocului estic și, mai apoi, dizolvarea Uniunii Sovietice la începutul anilor 1990.

## Istorie

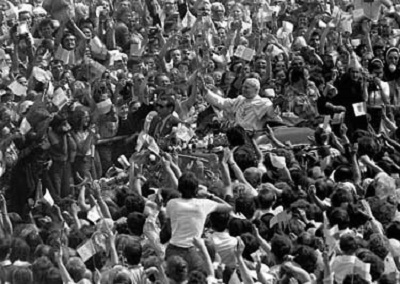
Milioane de polonezi îl aclamă pe Papa Ioan Paul al II-lea în primul său pelerinaj ca suveran pontif în Polonia (1979)

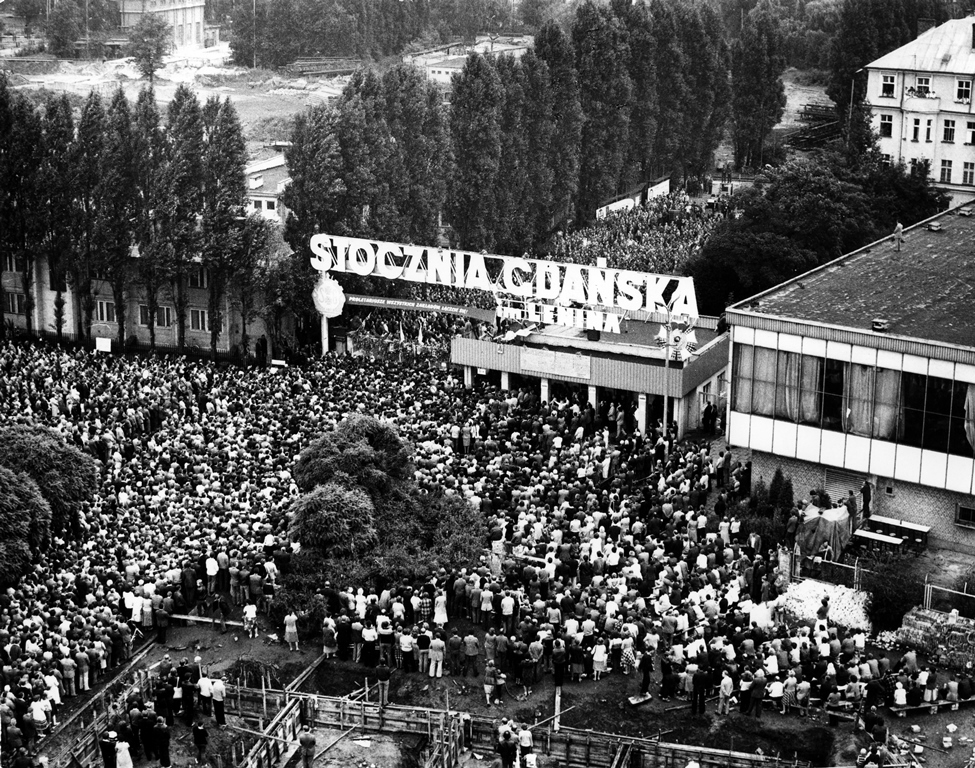
Greviști la Șantierul Naval Gdańsk (1980)

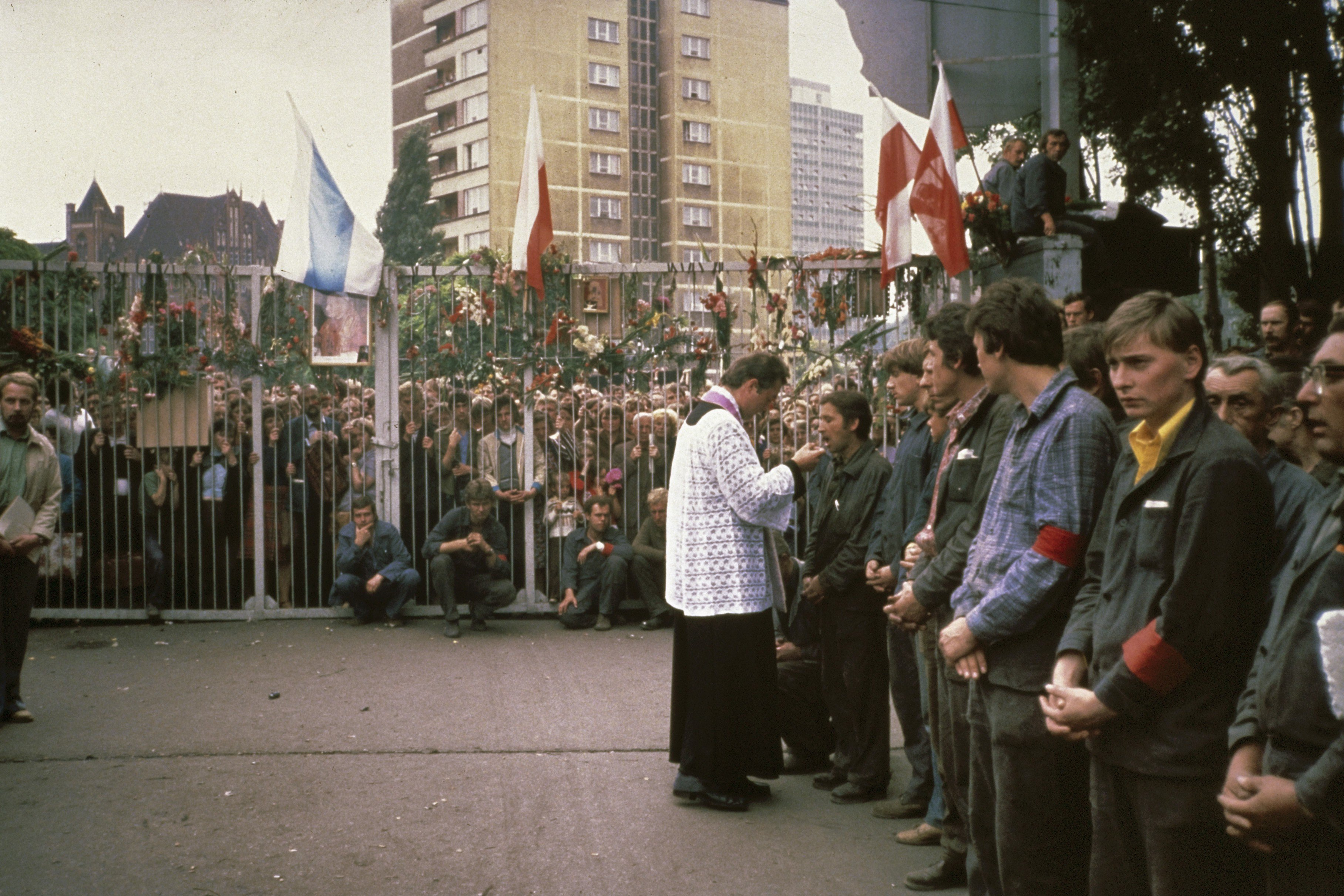
Preot cuminecând muncitorii greviști din Gdańsk (20 august 1980)

După al doilea război mondial Polonia a intrat sub sfera de influență a Uniunii Sovietice, devenind curând o țară comunistă condusă de Partidul Muncitoresc Unit Polonez. 
Regimul de tip sovietic, bazat pe ideologia comunistă ateistă, era greu de acceptat pentru o populație antirusească și profund catolică. Nemulțumirile sociale s-au accentuat spre finalul anilor 1960. În urma mișcărilor studențești din 1968 și grevelor de la Gdańsk și Gdynia din decembrie 1970, situația a devenit foarte tensionată, iar poliția a intervenit deschizând focul asupra muncitorilor fără apărare.
La conducerea elitei politice comuniste a ajuns Edward Gierek care a împăcat muncitorii prin reașezarea prețurilor și cu promisiunea îmbunătățirii nivelului de trai. Începând cu 1975, economia a intrat din nou în recesiune. Primele greve au avut loc în iunie 1976 în fabricile Radom și Ursus. În urma reprimării lor de către guvern, mișcarea muncitorească a primit sprijin din partea intelectualității, prin înființarea Comitetului de Apărare a Muncitorilor (Komitet Obrony Robotników în poloneză). Această organizație lupta pentru apărarea drepturilor omului și pentru eliberarea deținuților politici. Totodată, organizația și-a exprimat intenția de a fonda sindicate libere și independente, deoarece toate sindicatele existente se aflau sub controlul partidului comunist.
La 16 octombrie 1978 arhiepiscopul Karol Wojtyła al Cracoviei a fost ales papă.  Un an mai târziu, în timpul primului său pelerinaj în Polonia, milioane de polonezi au participat la slujbele sale. Papa a chemat la respectarea tradițiilor naționale și a subliniat importanța libertății și a drepturilor omului.
Situația economică s-a deteriorat și mai mult la începutul anilor 1980. În iulie 1980 guvernul condus de Edward Gierek, aflat în impas, a decis creșterea prețului cărnii. Grevele izbucnite erau greu de reprimat. Criza s-a adâncit odată cu intrarea în grevă a muncitorilor de pe șantierele navale din Gdańsk, la 14 august 1980. Aceștia erau conduși de electricianul militant Lech Wałęsa. Pentru prima dată activitatea greviștilor a fost coordonată, iar guvernul a fost nevoit să se așeze la masa negocierilor și să semneze în august 1980 la Gdańsk un acord prin care se stipulau, printre altele, dreptul la grevă, legalizarea înființării sindicatelor independente și desființarea cenzurii.
La 17 septembrie reprezentanții muncitorilor din întreaga Polonie au decis constituirea unui sindicat național independent, Solidaritatea. Un an mai târziu, în octombrie 1981 s-a desfășurat primul congres al Solidarității, iar Lech Wałęsa a fost ales președinte.
După acordul de la Gdańsk, Moscova a exercitat o presiune puternică asupra guvernului polonez, cerându-i să ia măsuri pentru a-și întâri poziția. Noul conducător de partid, generalul Wojciech Jaruzelski, a decretat pe 13 decembrie 1981 legea marțială, a scos sindicatul Solidaritatea în afara legii pe 8 octombrie 1982 și i-a arestat pe conducătorii acestuia. Protestele muncitorești au fost reprimate de trupele de asalt polițienești ZOMO (Zmotoryzowane Odwody Milicji Obywatelskiej). Una dintre cele mai mari demonstrații, a avut loc pe 16 decembrie 1981 la mina Wujek, unde forțele guvernamentale au deschis focul asupra protestatarilor, omorând 9 persoane și rănind alte 21. Grevele au încetat până la 28 decembrie, iar mișcarea Solidarității părea înăbușită.
Legea marțială a fost retrasă formal în iulie 1983, deși controlul sporit al libertăților civile și al activității politice, precum și raționalizarea mâncării au rămas în vigoare până în a doua jumătate a anilor 1980. Criza economică tot mai adâncă și reformele de glasnost și perestroika din Uniunea Sovetică au condamnat la eșec toate încercările puterii de a rezolva situația prin măsuri coercitive. Pe 21 aprilie 1988, un nou val de greve a izbucnit pe teritoriul Poloniei. Pe 2 mai muncitorii de la șantierul naval din Gdańsk s-au alăturat protestelor. Revoltele au fost reprimate temporar de guvern, dar în scurt timp acestea au reizbucnit: greva minerilor din Jastrzębie Zdrój (15 august) s-a extins până la 20 august în mai multe mine poloneze, iar pe 22 august muncitorii de la șantierul naval din Gdańsk au intrat din nou în grevă. Pe 26 august, Czesław Kiszczak, ministrul de interne de la acea vreme, a declarat la televiziune că guvernul este dispus să negocieze; cinci zile mai târziu s-a întâlnit cu Wałęsa.
În urma unui acord încheiat, nu numai că s-a repus în legalitate Solidaritatea, dar s-a decis organizare de alegeri libere. Legea electorală permitea Solidarității să depună candidaturi pentru un număr restrâns de locuri (35%) din camera inferioară a Parlamentului polonez (Sejm), însă nu existau restricții pentru Senat.
La publicarea rezultatelor alegerilor s-a constatat că opoziția a câștigat toate mandatele acolo unde i s-a permis să prezinte candidați. Sprijinul popular a fost atât de puternic încât în noul guvern de coaliție, Solidaritatea deținea majoritatea. Pe 24 august, camera inferioară a ales primul premier necomunist după 40 de ani, în persoana lui Tadeusz Mazowiecki. Curând, pe scena politică au apărut noi forțe politice democrate. După o campanie electorală liberă, Lech Wałęsa a câștigat alegerile prezidențiale pe 9 decembrie 1990.

## După revoluție
După revoluție, organizația s-a transformat într-o uniune sindicală obișnuită. În 1996, a fost întemeiată o aripa politică, Acțiunea Electorală de Solidaritate (AWS) - acum o forță politică neglijabilă. Solidaritatea are în prezent aproximativ 1,5 milioane de membri.

## Influența Solidarității peste hotare
Reușita protestelor Solidarității a inspirat o succesiune de revoluții anticomuniste în Europa Centrală și de Est, cunoscute sub numele de Toamna Națiunilor (Jesień Ludów). Modelul Solidarității a fost preluat, pe diverse căi, de grupurile de opoziție din blocul estic, fapt care a provocat prăbușirea comunismului est-european și care a contribuit la dizolvarea Uniunii Sovietice la începutul anilor 1990.